# Beb Deum
Beb Deum (* 1960) ist das Pseudonym des französischen Comiczeichners Bertrand Demay.

## Leben und Werk
Beb Deum studierte „Angewandte Kunst“ in Paris. Sein erster Comic erscheint 1983 in Métal Hurlant. Es folgen mehrere Alben bei Les Humanoïdes Associés (Surgir de l'onde, entrer dans l'ombre, Scénario Marie-Ange Guillaume, Région étrangère mit Jean-Pierre Dionnet, L'album und Bürocratika). Der Verlag Albin Michel publiziert 1992 Ma vie est un bouquet de violettes, ebenfalls mit Dionnet. 1996 folgt La théorie des dominos, das zuerst in Japan beim Verlag Kōdansha erscheint.

## Werke
- L’ Album (1987) (dt. Kamikaze)
- Région étrangère (1989) (dt. Fremde Region)
- Bürocratika (1989)
- Ma vie est un bouquet de violettes (1992)
- La Théorie des dominos (1997)
- E-dad (2000)